# فرانشيسكو مورييرو
فرانشيسكو مورييرو (بالإيطالية: Francesco Moriero)‏ لاعب كرة قدم إيطالي معتزل، لعب لعدة أندية إيطالية عريقة منها نادي إنتر ميلان ونادي روما ونادي نابولي ونادي ليتشي ونادي كالياري، وكان الجناح الأيمن في منتخب إيطاليا في مباريات كأس العالم في فرنسا 1998 وساهم في فوز منتخب بلاده في مباراة امام منتخب النمسا في تلك البطولة. واعتزل في سن مبكرة بسبب الأصابة.

## مسيرته الكروية
لعب فرانشيسكو مورييرو خلال مسيرته الاحترافية مع 5 أندية في ستة عشر موسمًا وسجل خلالها 30 هدف ضمن 367 مباراة. ولم يفز بأي موسم بالكأس أو بالدوري.
خاض فرانشيسكو مورييرو مسيرته مع نادي ليتشي في موسم 1986–87 ليلعب معه ستة مواسم، مشاركًا في 158 مباراة سجل خلالها 11 هدفًا. ثم انتقل إلى نادي كالياري في موسم 1992–93 ولمدة موسمين، حيث شارك في 54 مباراة سجل خلالها 4 أهداف. لينتقل بعدها إلى نادي روما في موسم 1994–95 واستمر معه طيلة ثلاثة مواسم، مشاركًا في 75 مباراة سجل خلالها 8 أهداف. ثم انتقل إلى نادي إنتر ميلان في موسم 1997–98 واستمر معه طيلة ثلاثة مواسم، مشاركًا في 56 مباراة سجل خلالها 6 أهداف. هذا وانتقل لاحقًا إلى نادي نابولي في موسم 2000–01 ولمدة موسمين، مشاركًا في 24 مباراة سجل خلالها هدفًا واحدًا.